# Rue Saint-Patrick
La rue Saint-Patrick est une artère de la ville de Montréal longeant le canal de Lachine sur son côté sud. Débutant à Lachine à l'intersection du chemin du Musée, elle traverse ensuite l'arrondissement LaSalle, puis les quartiers Ville-Émard, Côte-Saint-Paul et Pointe-Saint-Charles de l'arrondissement Le Sud-Ouest pour se terminer à l'intersection de la rue Wellington. 
Sur la plupart de sa longueur, elle est constituée de deux ou trois voies de circulation, parfois quatre dans l'arrondissement LaSalle. 

## Situation et accès
D'axe est-ouest, elle prend son origine dans le quartier de Pointe-Saint-Charles et passe au sud du canal de Lachine qu'elle longe au complet.
Elle se trouve en très grande partie dans une zone industrielle, surtout à l'ouest de l'autoroute 15. 
|  |  |  |

## Origine du nom
Ce nom vient de Patrick d'Irlande. Étant donné la forte présence d'Irlandais dans le quartier de Pointe Saint-Charles, il fut décidé de nommer cette rue en leur honneur.

## Historique
Avec les années, la rue est prolongée vers l'ouest jusqu'aux limites de l'arrondissement LaSalle.